# Уцмиев, Хасай-хан Мусаевич
Хасай-Хан Мусаевич Уцмиев (или князь Хасан-Мусаев Уцмиев; 1808, Старый Аксай, Кумыкское владение, Российская империя — 1867, Воронеж, Воронежская губерния, Российская империя) — кумыкский князь и русский дворянин, военный деятель Российской империи, участник Кавказской войны, генерал-майор Русской императорской армии, управляющий Карабахской провинцией.

## Биография

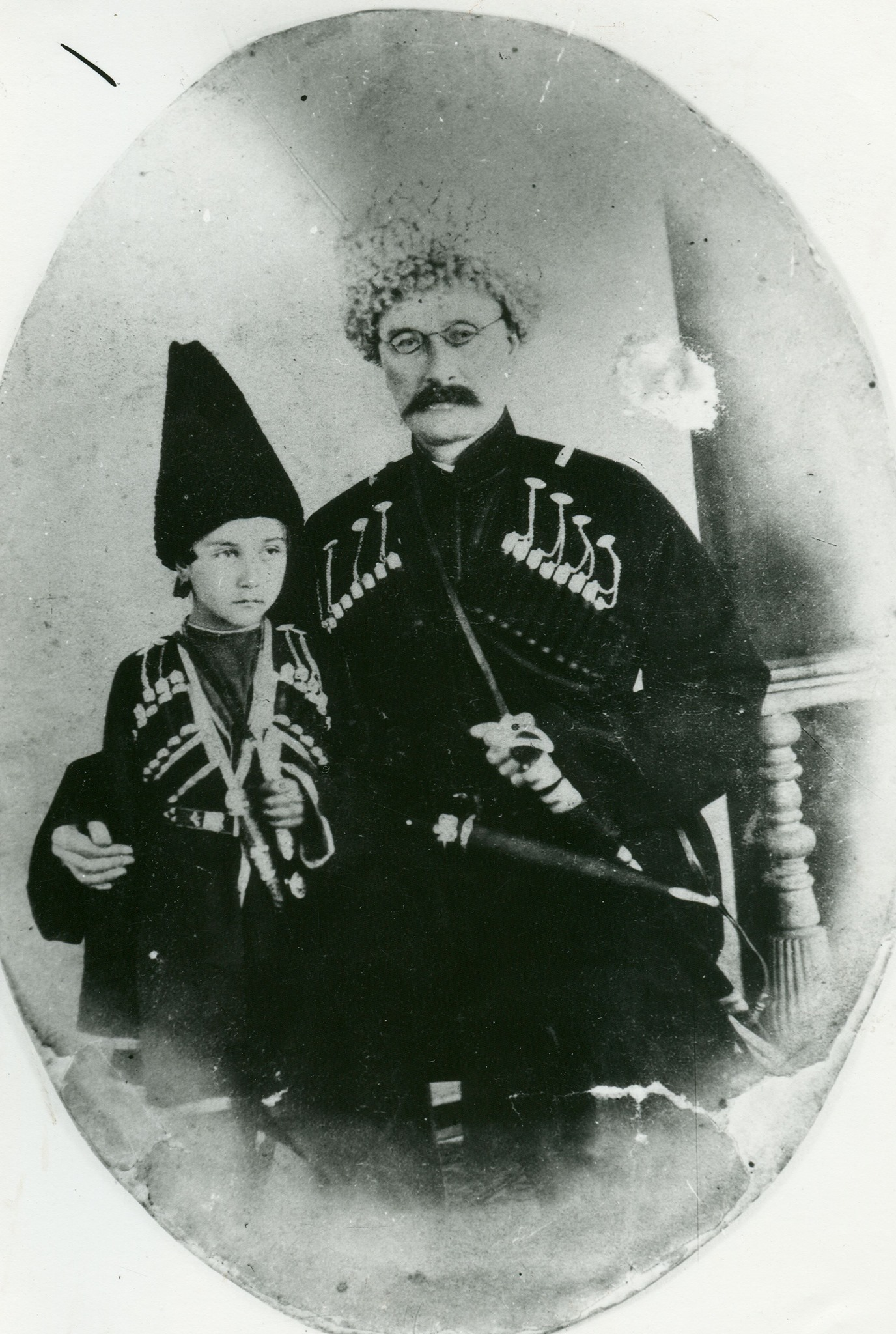
Хасай-Хан Уцмиев с сыном Мехтикули-ханом. Конец 1850-х

Князь Хасай-Хан Мусаевич Уцмиев происходил из российского дворянского и кумыкского княжеского рода Уцмиевых — одной из младших ветвей монархической династии Шамхалов, правившей на Прикаспийской равнине и Северо-Восточном Кавказе с VIII по XIX век (старшей ветвью династии являлся княжеский род Тарковских). 
Родился в кумыкском селении Аксай (Яхсай) Кумыкского владения Российской империи в семье владетельного князя Мусы-Хасава Уцмиева. 
Окончил Пажеский корпус в Петербурге и военную академию Сен-Сир во Франции.  
Поступил на службу в Русскую императорскую армию. В офицерских чинах с 22 марта 1834 года. Полковник с 9 января 1852 года. Генерал-майор с 30 августа 1862 года. Числился по армейской кавалерии. Состоял при Кавказской Армии «по политическим видам». 
Был женат на Хуршидбану Натаван, дочери последнего Карабахского хана Мехти Кули. Занимал должность управляющего Карабахской провинцией.

Был знаком с Александром Дюма (отцом), о чем тот написал в книге «Кавказ»:
«Накануне моего отбытия из Парижа Девим принес мне… штуцерный карабин и револьвер, разумеется, его собственного изготовления. Карабин я уже подарил князю Багратиону, а теперь представился удобный случай передать в надежные руки и револьвер. Я подарил его князю Хасаю Уцмиеву. Час спустя я получил от него записку, написанную на безупречнейшем французском, без единой ошибки. Вот ее содержание: Государь, вы обладаете слишком прекрасным оружием, чтобы я позволил себе добавить что-либо к вашей коллекции; но вот кошелек и два архалука, которые вас просит принять княгиня. Кошелек вышит самой княгиней».
Глубоко переживая тяготы колониального управления народами мусульманского Кавказа и издевательство над их прошлым и настоящим со стороны официальных властей и учёных, вызвал на дуэль историка и одного из идеологов российского экспансионизма и шовинизма генерала Ростислава Фадеева. Поводом для дуэли послужили слова в книге Фадеева, где он сравнивал кавказцев с недоразвитыми детьми, которые не выживут без помощи «белого человека». Хасай-Хан назвал генерала-историка за эти слова «канальей» и предложил стреляться, но тот от дуэли уклонился.
Позднее Хасай-Хан неоднократно выступал с критикой мероприятий правительства на Северном Кавказе. Не добившись внимания к своих требованиям, обратился к властям с просьбой разрешить ему выезд в Турцию, на что получил отказ. Был выслан в Воронеж, где погиб при не до конца выясненных обстоятельствах.
Дети: сын — поэт, подполковник Мехтикули-хан, дочь — Ханбика Ханум.
Родоначальник известной династии азербайджанских интеллигентов Уцмиевых.

## Память
На смерть Хасай-бека Уцмиева написал стихотворение известный кумыкский поэт Ирчи Казак. Образ Хасай-хана запечатлён в пьесе азербайджанского писателя Ильяса Эфендиева «Хуршидбану Натаван».

## Награды
- Орден Св. Станислава 3-й степени (1836)
- Орден Св. Анны 3-й степени (1837)
- Орден Св. Владимира 4-й степени с бантом (1838)
- Золотая сабля с надписью «За храбрость»[4] (1841)

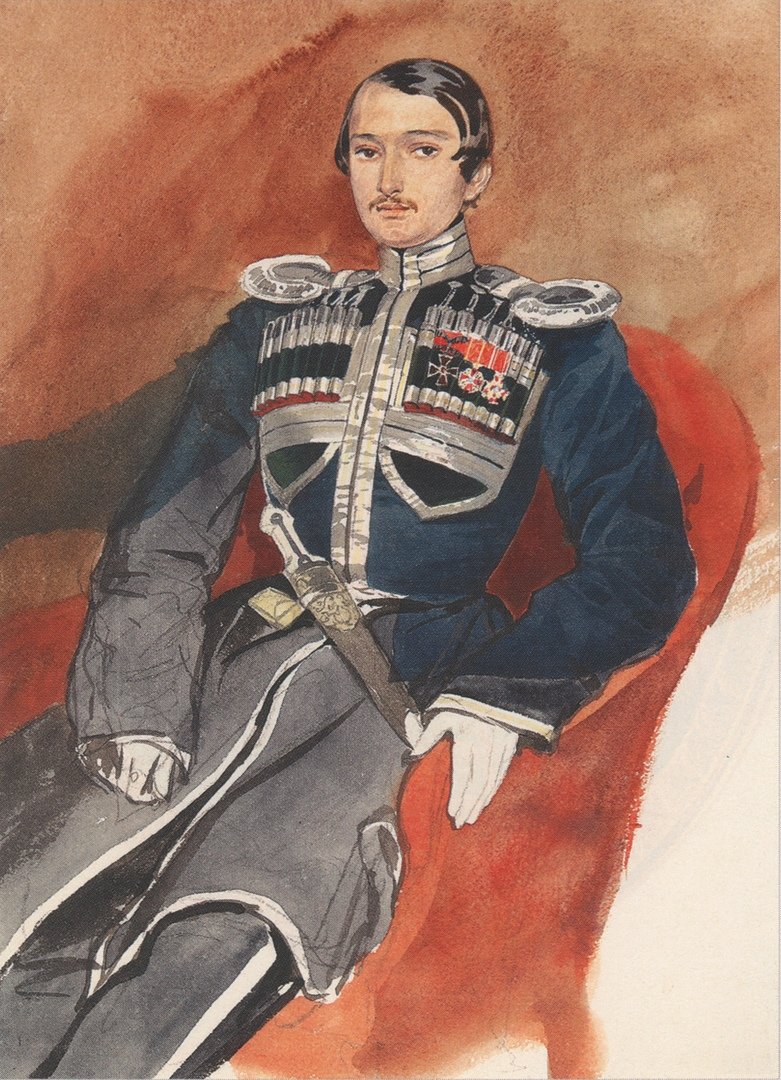
Портрет работы Г. Г. Гагарина, начало 1840-хх гг.
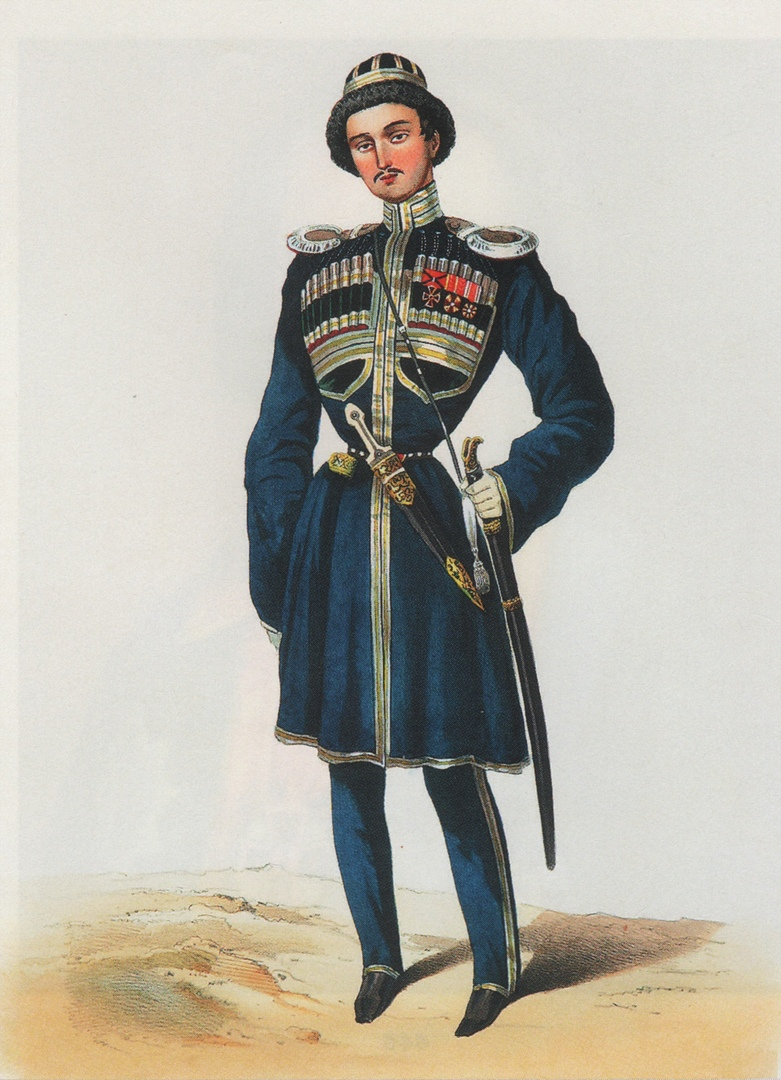
Портрет работы Г. Г. Гагарина, 1844 г.

## Источник
- Кумыкский энциклопедический словарь. — Махачкала, 2009.